# Gianclaudio Bressa

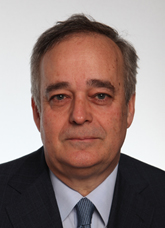
Gianclaudio Bressa

Gianclaudio Bressa (* 16. Januar 1956 in Belluno) ist ein italienischer Politiker.

## Biographie
Beruflich war Bressa als Unternehmensberater tätig. 1988 wurde er für die Democrazia Cristiana (DC) in den Gemeinderat seiner Heimatstadt Belluno gewählt, von 1990 bis 1993 regierte er als Bürgermeister. Als Mitglied des Partito Popolare Italiano (PPI) wurde er 1996 erstmals in die Abgeordnetenkammer des italienischen Parlaments gewählt, wo er der Fraktion des Ulivo angehörte. 2001 trat er als gemeinsamer Kandidat des Ulivo und der Südtiroler Volkspartei im Einerwahlkreis Bozen für die Abgeordnetenkammer an, in dem er sich gegen Franco Frattini durchsetzte. 2002 vollzog er die Fusion des PPI mit zwei weiteren Parteien zu Democrazia è Libertà – La Margherita mit, die 2007 im Partito Democratico (PD) aufging. 2006, 2008 und 2013 gelang ihm im Mehrpersonenwahlkreis Trentino-Südtirol jeweils die Wiederwahl. Bei den Parlamentswahlen 2018 zog er mit 43 % der Stimmen im Einerwahlkreis Bozen in den Senat ein. Bei den Parlamentswahlen 2022 stellte er sich nicht erneut der Wahl und zog sich aus der aktiven Politik zurück.
Im Laufe seiner politischen Karriere war Bressa mehrmals Mitglied italienischer Regierungen. Von 1998 bis 2000 fungierte er in den Kabinetten D’Alema I und D’Alema II als Staatssekretär für öffentliche Dienste und regionale Angelegenheiten. Von 2014 bis 2018 diente er erneut in den Kabinetten Renzi und Genitloni als Staatssekretär für regionale Angelegenheiten. Daneben ist er langjähriges Mitglied der sogenannten Sechser- und Zwölferkommission, die Durchführungsbestimmungen zur Weiterentwicklung der Autonomie Südtirols ausarbeiten. 2013 wurde er mit dem Großen Verdienstorden des Landes Südtirol ausgezeichnet.